# Malešići (Gračanica, BiH)
Malešići su naseljeno mjesto u sastavu općine Gračanica, Federacija Bosne i Hercegovine, BiH.

## Geografski položaj
Sjeveroistočno od Gračanice, na udaljenosti od oko 7 km smješteno je selo Malešići. Nalazi se na nadmorskoj visini koja se kreće od 300 do 520 metara.

## Povijest
Od kada datira ovo naselje, nije poznato, jer se u stručnoj literaturi ne spominje. Vjerojatno je ovo mlađe naselje koje je nastalo u turskom periodu. Nije također jasno da li je ovdje bilo života u doturskom periodu. Na osnovu veoma oskudnih podataka neki lokaliteti ukazuju na prisutnost stanovništva u doturskom periodu. Tako na primjer, prema priopćenju kazivača, pokojni Savo Martić iz zaseoka Ahmića, na njivi zvanoj Jezero, za vrijeme Jugoslavije prilikom oranja pronašao je nekakav lončić. U šumi iznad Ahmića pored starog karavanskog puta (neki ga nazivaju i carski), nalazi se grob (vjerojatno se radi o stećku). Na njivi zvanoj Kamen, koja je vlasništvo Omera Delića iz zaseoka Golaća nalazilo se kamenje za koje stanovnici Ahmića tvrde da su to ostaci temelja crkve.

## Stanovništvo
| Malešići           |                |                |                |
| godina popisa      | 1991.          | 1981.          | 1971.          |
| Muslimani          | 2.866 (96,69%) | 2.571 (96,22%) | 1.960 (95,79%) |
| Srbi               | 53 (1,78%)     | 71 (2,65%)     | 67 (3,27%)     |
| Hrvati             | 5 (0,16%)      | 6 (0,22%)      | 1 (0,04%)      |
| Jugoslaveni        | 24 (0,80%)     | 21 (0,78%)     | 6 (0,48%)      |
| ostali i nepoznato | 16 (0,53%)     | 3 (0,11%)      | 12 (0,58%)     |
| ukupno             | 2.964          | 2.672          | 2.046          |

## Zaseoci (mahale)
Današnje stanovništvo sela je nastanjeno po mnogobrojnim mahalama. U istraživanjima porijetla stanovništva išlo se po mahalama odn. zaseocima. U Malešićima danas postoje sljedeće mahale: Golaći, Hamzići, Šake, Rahmići, Guvno, Kovači, Ibrići, Hodžići i Ahmići.
- Golaći: u ovoj mahali nastanjeni su Golaći (1 k, 3 k, 19 k), Durakovići (7 k, 14 k, 57 k), Mehići zvani Dogdići (3 k, 3 k, 11 k), Buljubašići-Šarčevići (2 k, 4 k, 11 k), Tukići (1 k, 1 k, 4 k), Delići (3 k, 7 k, oko 60 k) i Hankušići (1 k, 14 k, 19 k).

Prema očuvanoj tradiciji, ovdje se prvi naselio neki Golać, zatim je došao Duran, pa onda Meha, poslije njega Šarac, Tuka, Delija i Hankušić, te su po njihovim imenima odn. nadimcima nastali današnji Golaći, Buljubašići (Šarčevići), Tukići, Delići i Hankušići.
- Durakovići su porijeklom iz Like; Duraković Husein nam je kazivao kako se ovdje doselio djed njegovog oca. Prema orijentacionim proračunima, to je moglo biti krajem XVIII i početkom XIX vijeka.

- Buljubašići (Šarčevići) su porijeklom iz Budima, ali se ne zna kada su se doselili.

- Hamzići: ovdje su nastanjeni Šakušići (2 k, 4 k, oko 20 k), Okići (1 k, 1 k, 2 k), Memići (5 k, 5 k, 30 k), Osmičevići (1 k, 2 k, 6 k), Mešanovići (1 k, 2 k, 3 k) i Hasići (1 k, 1 k, 5 k).

Šakušići su se ranije prezivali Memići; za vrijeme austro-ugarske uprave jedna žena iz Memića rekla je popisivaču da je ona Šakušićka i on je tako i popiše. U stvari, ova žena je bila rodom iz Stjepan Polja iz porodice Šakušića. Isti slučaj je i s porodicom Okića koji su se također prezivali Memić; žena koja je davala podatke popisivaču rekla je da je ona Okićka iz Stjepan Polja.
Hasići su se za vrijeme austrougarske uprave doselili iz Hodžića, a o daljem njihovom porijetlu nema poznatih informacija.
- Kalesije: ovdje su nastanjeni Kalesići (2 k, 2 k, 16 k), Dogdići ( 2 k danas), Durakovići(-, 1 k, 3 k), Bećirevići (1 k danas) i Muharemovići (2 k).

Durakovići su se ovdje naselili iz zaseoka Golaća u periodu između dva svjetska rata. Iz tog zaseoka su i Dogdići; doselili su prije desetak godina. Bećirevići su iz Lukavice; domaćin ove obitelji negdje poslije Drugog svjetskog rata došao je “na ženevinu”, ženino imanje. Muharemovići su također iz Lukavice.
- Šake: ovo je mala mahala i u njoj živi rod po kojem je zaseok dobio ime. Danas ih ima 13 k, a za vrijeme austrougarske uprave bila je samo 1 kuća.

- Rahmići: u ovoj mahali nastanjene su sljedeće obitelji: Huskići (4 k, 4 k, 6 k), Sarači (1 k, 2 k, 1 k), Aljići (3 k, 4 k, 7 k), Memići (6 k danas), Smajići (-, 1 k, 2 k), Dogdići (1 k danas) i Šakušići.

Predak Smajića je kao dijete došao za vrijeme austrougarske uprave iz Čekanića, mati ga ovdje dovela. Domaćin porodice Šakušića je iz Stjepan Polja; negdje između dva svjetska rata odavde se oženio i tu ostao. Poslije II svjetskog rata, tu su se naselili Memići iz Hamzića i Muharemovići iz Kovača.
- Guvno: ovdje su nastanjeni Halilovići (4 k, 4 k, 7 k), Mujagići (2 k, 2 k, 2 k), Suljići (1 k, 1 k, 4 k), Omerčići (3 k, 3 k, 4 k), Kalesići (1 k danas), Husići (2 k danas) i porodica Lika (1 k danas).

Suljići su bližim porijetlom iz istoimenog zaseoka; otac im je došao ovdje za vrijeme austrougarske uprave “na ženevinu”.
Domaćin obitelji Lika doselio je iz okoline Rudog, za vrijeme II svjetskog rata kao muhadžir (izbjeglica), a onda se kasnije odavde oženio i tu ostao.
Husići su se doselili iz Kovača, a Kalesići iz Kalesija.
- Kovači: u ovoj mahali su nastanjeni Hasići (-, 1 k, 2 k), Ibrakići (1k,1k,3k), Aljići (2 k, 2 k, 4 k), Muharemovići (3 k, 5-6 k,

8 k), Husići (1 k, 3 k, 6 k), Delići (3 k, 4 k, 14 k), Šakići (3 k, 3 k ,10 k), Alibašići(1 k, 1 k, 2 k) i Šehići.
Delići, Muharemovići, Šakići, Šehići i Husići potiču od jedne familije. Ove familije su se odavno “izrodile”, pa se danas međusobno “uzimaju”, tj. žene i udaju.
Domaćin obitelji Husića ovdje se naselio iz Hodžića na svoju djedovinu, negdje između dva svjetska rata.
Alibašići su porijetlom iz Karića (selo Babići), ali se ne zna kada su se ovdje nastanili.
- Ibrići: u ovoj mahali su nastanjeni Ibrahimovići (1 k, 2 k, 4 k), Ibrakići (1 k, 1 k, 2 k), Suljići (1 k, 1 k, 2 k), Šehići (2 k, 3 k, 6 k) i Čalići (1 k, 2 k, 2 k).

O porijetlu navedenih porodica ne zna se ništa, izuzimajući Suljiće koji su se ovdje za vrijeme austrougarske uprave doselili na djedovinu.
- Hodžići: ovdje su nastanjeni Hasići(1 k, 5 k, 32 k), Čamdžići (1 k, 2 k, 9 k), Kavazovići (1 k, 2 k, 9 k), Tukići (2 k, 9 k, 9 k), Oručevići (4 k,3 k, 9 k), Mujkići (2 k, 9 k, 27 k), Suljići (3 k, 4 k, 5 k), Vajzovići (1k, 3k, 11k), Mešići (3k, 9k, 25k), Hamzići (3 k, 4 k, 4 k), Klokići (-, 1 k, 2k), Hasići (1 k danas), Ibrahimovići (1 k danas), Djedovići (1 k, 1 k, -), Kukuljevići (1 k danas), Muharemovići (2 k danas), Šake (2 k danas), Durakovići (4 k danas) i Salići (2 k danas).

Čamdžići su familija s Hasićima, a izgleda da potiču od njih; prema kazivanjima, neki čovjek iz porodice Hasića radio je na čamcu i tako su ga prozvali.
Delići su se oko 1939. godine doselili iz Golaća, Klokići su i periodu između dva svjetska rata došli iz Brijesnice (dobojska opština), Hasići iz Stjepan Polja (nisu ni u kakvom srodstvu s prezimenjacima iz Malešića), Hankušići i Durakovići iz Golaća oko 1960. godine, Kukuljevići prije desetak godina iz Donje Međeđe, Muharemovići i Husići iz Kovača, Šake iz Šaka i Salići iz Sjenine Rijeke.
Domaćin iz obitelji Ibrahimovića oko 1944. godine došao na imanje Djedovića i tu ostao; Djedovići su “zamrli”.
- Ahmići: prema legendi ovaj zaseok je dobio ime po nekom Ahmi, koji je tu živio. Dalje, priča se kako je Ahmu "kuga umorila i sav zaselak opustošila".

Danas u ovom zaseoku žive Srbi. Ovdje su nastanjene sljedeće srpske porodice: Radići (2 k, 5 k, 3 k; Sv. Simeun), Martići (3 k, 4 k, 5 k; Stjepanjdan), Stojanovići (2 k, 3 k, 2 k; Nikoljdan), Nikolići (1 k, 1 k, 3 k; Vračevi), Pavlovići (1 k, danas; Đurđevdan), Bjelkići (1 k danas), Todorovići (1 k danas; Stjepanjdan) i Katanići (1 k danas; Ignjatijevdan).
Prema kazivanjima, Radići su se prvo naselili u Stankove Bare (područje Stjepan Polja), a onda ovdje. Nije se održala tradicija odakle su i kada su se tu naselili. Preci Martića su porijeklom iz Hercegovine; ovdje ih je naselio kao kmetove nekakav Isabeg Maglajlija. O vremenu doseljavanja ne znaju. Vasići su porijeklom iz istoimenog zaseoka koji se nalazi u Donjem Skipovcu; ovdje su od 1918. godine. Iz istog sela i zaseoka su i Bjelkići, a ovdje su od 1943. godine. Todorovići su iz Gornjeg Skipovca, iz zaseoka Čipluka, a ovdje su od 1953. godine. Katanići su iz Bosanskog Petrovog Sela.
Iz izloženog o porijetlu stanovništva, uočljivo je da se tradicija slabo održala zbog toga što je stanovništvo dosta mlado. Kazivanja o porijetlu su jako neodređena. Bez obzira na to, može se konstatovati da je ovo područje u prošlosti bilo interesantno za pojedinačne migrante iz drugih krajeva. To se vidi na primjeru Durakovića, koji su porijeklom iz Like i Buljubašića, koji su došli iz Budima. Isto tako, uočeno je da mnoge obitelji s različitim prezimenima vode porijetlo od jednog roda. To se moglo pratiti sve do početka austrougarske uprave. Poslije prvog popisa stanovništva, obitelji iz istog roda dobivaju različita prezimena. To je uočeno kod Okića, Šakušića, a vjerojatno je to bilo i s Delićima, Muharemovićima, Šakićima, Šehićima, Husićima i drugim.
Novija pojedinačna useljavanja u Malešiće uslovljena su uglavnom ženidbenim razlozima. Prisutna su i preseljavanja iz zaseoka u zaseok, a uslovljena su prije svega ekonomskim razlozima.